# Philonotis seriata
Philonotis seriata (deutsch Reihenblättriges Quellmoos) ist eine Laubmoos-Art aus der Familie Bartramiaceae.

## Merkmale
Philonotis seriata bildet grüne bis gelbgrüne, oft ausgedehnte Polsterrasen. Die Pflanzen sind bis etwa 12 Zentimeter groß, aufrecht, unregelmäßig verzweigt und etwas rhizoidfilzig. Die Blätter sind gewöhnlich in deutlich schraubenförmigen Längsreihen angeordnet, feucht aufrecht abstehend, oft einseitswendig gebogen, breit lanzettlich und zur Spitze hin ziemlich gleichmäßig verschmälert. Sie sind bis 2 Millimeter lang, am Grund oft faltig, die Blattränder sind unten schmal umgerollt und rings durch Doppelmamillen gezähnt. Die kräftige Blattrippe reicht bis in die Blattspitze und ist an der Basis etwa 100 bis 140, selten bis 180 Mikrometer breit. Die Unterseite der Rippe ist rau durch grobe Mamillen. Die Blattzellen sind am unteren Ende mamillös. Am Blattgrund sind sie länglich-sechseckig bis kurz rechteckig, oben schmal rechteckig bis linealisch.
Die Geschlechterverteilung ist diözisch. Die kugelige Sporenkapsel auf der 3 bis 4 Zentimeter langen, aufrechten Seta ist geneigt und trocken gefurcht. Die Sporengröße ist 18 bis 24 Mikrometer. Die Art fruchtet nur selten.

## Standortansprüche und Verbreitung
Die Art ist kalkmeidend und wächst an natürlichen Standorten in offenen Quellfluren und an Bachrändern. Sie kommt in Europa nordwärts bis in die Arktis vor. In Mitteleuropa ist sie hauptsächlich in den subalpinen und alpinen Gebirgslagen verbreitet. In den Zentralalpen ist sie zerstreut bis häufig. In Deutschland gibt es im Schwarzwald und im Erzgebirge größere Bestände. Neben den europäischen Vorkommen gibt es welche in Teilen von Asien, in Grönland und in Nordafrika. Angaben zu Vorkommen in Nordamerika sind fraglich.